# Neil Young (calciatore)
Neil James Young (Fallowfield, 17 febbraio 1944 – Manchester, 3 febbraio 2011) è stato un calciatore inglese, di ruolo centrocampista avanzato.

## Palmarès

### Competizioni nazionali
- Campionato inglese: 1

Manchester City: 1967-1968
- Coppa d'Inghilterra: 1

Manchester City: 1968-1969
- Coppa di Lega inglese: 1

Manchester City: 1969-1970
- Charity/Community Shield: 1

Manchester City: 1968
- Football League Championship: 1

Manchester City: 1965-1966

### Competizioni internazionali
- Coppa delle Coppe: 1

Manchester City: 1969-1970